# Pierre-Frédéric Mettetal
Pierre-Frédéric Mettetal est un homme politique français né le 28 septembre 1814 à Glay (Doubs) et décédé le 18 avril 1879 à Neuilly-sur-Seine,.
Entré comme fonctionnaire à la préfecture de Police à la fin du règne de Louis-Philippe, il y reste tout l'Empire. Il en prend la direction, le 4 septembre 1870, avant de la remettre à Keratry, qui le garde à ses côtés. Il démissionne à l'arrivée d'Antonin Dubost, et se présente comme député dans le Doubs. Il est élu le 8 février et s'inscrit à la réunion Feray, siégeant au centre droit. Battu aux sénatoriales de 1876, il quitte la vie politique. Il était membre du consistoire de l’Église réformée de Paris de 1850 à sa mort.

## Sources
- « Pierre-Frédéric Mettetal », dans Adolphe Robert et Gaston Cougny, Dictionnaire des parlementaires français, Edgar Bourloton, 1889-1891 [détail de l’édition]

- Ressource relative à la vie publique :   - Base Sycomore